# Argyripnus brocki
Espèce
Argyripnus brocki est un poisson stomiiforme du pacifique (Iles Hawaii)

## Référence
- Struhsaker : Argyripnus brocki, a new species of stomiatoid fish from Hawaii, with observations on A. ephippiatus and A. iridescens. Fish Bull., U.S., 71-3 pp 827-836.